# Challenger DCNS de Cherbourg 1992
Il Challenger DCNS de Cherbourg 1992 è stato un torneo di tennis facente parte della categoria ATP Challenger Series nell'ambito dell'ATP Challenger Series 1992. Il torneo si è giocato a Cherbourg in Francia dal 12 al 18 ottobre 1992 su campi in sintetico indoor.

## Vincitori

### Singolare
Jan Apell ha battuto in finale  Christian Saceanu con il punteggio di 6–3, 6–7, 7–6

### Doppio
Kent Kinnear /  Christian Saceanu hanno battuto in finale  Joost Winnink /  Tomáš Anzari con il punteggio di 6–1, 6–4